# Князь Удача Андреевич
«Князь Удача Андреевич» — советский детский приключенческий фильм режиссёра Геннадия Байсака, вышедший на центральной киностудии детских и юношеских фильмов имени М. Горького в 1989 году. Экранизация повести Валерия Приёмыхова «Князь Удача Андреевич».

## Сюжет
Перестройка. Провинциальный городок в русском Нечерноземье («Прилуки»). Учительница вызвала в школу отцов своих учеников Вити Елхо́ва (по прозвищу Винт) и Севы Кухтина (Кухня) и цитирует школьное сочинение, в котором школьники защищают старинную топонимику края, которая многим кажется неблагозвучной или ретроградной (улица Кукуевка, деревня Кресты). Гнев учительницы вызван тем, что тема сочинения была «спущена сверху», и детям предлагалось придумать и обосновать новые, «современные» названия для городских улиц и сельских населённых пунктов в духе решения властей о переименовании.
Винт и Кухня идут против мнения педагогов и родителей, ища подтверждения своей правоты. К неудовольствию учительницы русского языка, они популяризируют среди одноклассников словарь Даля. Едут в Кресты, но не успевают — теперь это не «Кресты», а «Новый Быт». Из беседы со старожилом в соседней деревне («Китайке») они узнают про легенду об удельном князе времен могущества Золотой Орды Удаче Андреевиче по прозвищу «Волкохищная собака» и о спрятанных им от татар сокровищах.
Мальчики идут в библиотеку, где обнаруживают, что из старинной книги о княжеском кладе вырваны страницы. По книжному формуляру детективы выходят на двух подозреваемых: Шильникова и Касториева. У школьников есть подозрения в том, что клад нашёл кто-то из них. Прикинувшись любителями русского языка, они начинают расследование. 
Касториев зарабатывает обучением музыке, и признаков богатства в его доме нет. Он интересуется историей, но ищет исключительно доказательства того, что его род якобы один из древнейших и заслуженнейших на Руси. Касториев произносит речь, где указывает на несуразность русского языка и неясность происхождения русского народа.
Рубщик мяса из универсама Шильников живёт в двухэтажном особняке. Им юные любители словесности заинтересовались больше. По случайному стечению обстоятельств вскоре его арестовывают. Мальчики узнают от следователя, что задержанный оказался членом шайки, занимавшейся хищением продуктов питания (для 1989 года — очень актуальный вид преступления).
При обыске милиция обнаруживает в доме Шильникова старинные иконы, а также утраченные страницы. Следователь вспоминает о «любителях» и находит их в школе. Сначала он везёт их домой к Касториеву, чтобы проверить — вдруг тот также входит в шайку. В беседе с ним капитан убеждается в его невиновности, тем более, что Касториев резко меняет тональность своих суждений в отношении русского народа (чтобы не нажить неприятностей с советским УК). Шильников на очной ставке свидетельствует, что ничего не знает о кладе, после школы не прочитал ни одной книги, а изъятый антиквариат достался ему в наследство от бабушки.
Происхождение икон помог раскрыть вызванный в качестве свидетеля племянник Шильникова, археолог, который сознался в том, что это он испортил когда-то раритет, взятый им в библиотеке по паспорту дяди. Он рассказал следователю об антиквариатчике Северьянове, который в молодости попался на гробокопательстве, а компетентным органам разъяснил, что нашёл старинный клад.
Этой легендой Северьян породил «золотую лихорадку» в округе, одной из «жертв» которой стал племянник. Он отрицает принадлежность найденных икон семье Шильниковых. Кухня и Винт вспомнили, что иконы Шильникову-старшему передал старик, который и оказался тем самым Северьяном. Вскрыв квартиру Северьянова, его обнаруживают мёртвым. В квартире находят огромную сумму наличными, хотя только накануне хозяин занял у соседки-пенсионерки один рубль.
На школьном построении милиция выражает благодарность за помощь в раскрытии преступления обоим школьникам и даже их учительнице — за то, что она якобы привила ученикам любовь к русскому языку, однако учительница не унимается и снова вызывает родителей в школу.

## В ролях
- Евгений Пивоваров — Сева Кухтин, «Кухня»
- Дмитрий Головин — Витя Елхов, «Винт»
- Светлана Крючкова — Элина Романовна Большакова, учительница
- Виктор Павлов — Виктор Павлович, капитан милиции
- Армен Джигарханян — Касториев
- Валерий Баринов — Шильников
- Николай Парфёнов — Илларион Петрович Северьянов, уголовник
- Станислав Садальский — Владимир Владимирович, племянник Шильникова, археолог
- Владимир Стеклов — Николай Иванович Кухтин, отец Севы
- Раиса Рязанова — мама Севы
- Борис Галкин — Владимир Елхов, отец Вити
- Борис Новиков — старожил Китайки
- Татьяна Пельтцер — соседка Северьянова

### В эпизодах
- Игорь Сыхра — Охремчук, милиционер
- Татьяна Кузнецова — жена Шильникова
- Александра Терёхина — бабушка Севы Кухтина
- Фёдор Сухов — князь Удача Андреевич
- Михаил Андросов — монах
- Мария Виноградова — библиотекарь
- Вячеслав Горбунчиков — Пётр, искатель клада
- Лилия Захарова — жена Касториева
- Владимир Мышкин — Саня, работник гастронома
- Алёша Яшин
- Виталий Кажарский
- Екатерина Марычева — дочь Касториева
- Яна Говоруха — Элла Бестужева

## Съёмочная группа
- Автор сценария: Валерий Приёмыхов
- Режиссёр-постановщик: Геннадий Байсак
- Оператор-постановщик: Александр Масс
- Художник-постановщик: Олег Краморенко
- Композитор: Геннадий Гладков
- Звукооператор: Анатолий Елисеев
- Монтажёр: Надежда Прибыловская
- Художник по костюмам: Маргарита Сокольникова
- Художник-гримёр: Софья Филенова
- Музыкальный редактор: Наталья Строева
- Государственный симфонический оркестр кинематографии
  - Дирижёр: Сергей Скрипка
- Консультант: М. Бычкова, кандидат исторических наук
- Директор картины: Давид Пробер

## Факты
- Комедийный дуэт Кухня и Винт впервые появился в фильме по сценарию Валерия Приёмыхова «Магия чёрная и белая», вышедшем на к/с «Ленфильм» в 1983 году.
- Фильм стал последней работой в кинематографе Татьяны Пельтцер.
- Съёмки фильма проводились в подмосковном городе Коломна, один из эпизодов снят у московской дачи «Голубятня».
- Роль деревни Китайка играет деревня Борисово, в кадрах хорошо видно церковь Сошествия Святого Духа, расположенную в соседнем селе Шкинь. Шкинь и Борисово разделены лишь речкой Северка.